# Văn minh lưu vực sông Ấn
Văn minh lưu vực sông Ấn Độ, Văn minh sông Ấn hay Văn hóa sông Ấn, cũng còn được gọi là Văn hóa Harappa theo địa danh của một trong những nơi khai quật chính, là nền văn minh thời Cổ đại đầu tiên của Ấn Độ phát triển dọc theo sông Ấn, nằm về phía tây bắc của tiểu lục địa Ấn Độ. Nền văn minh này xuất hiện vào khoảng năm 2.800 trước Công Nguyên và diệt vong vào khoảng năm 1.800 trước Công Nguyên
Một tên gọi khác của nền văn hóa này, nền văn minh Sindhu-Sarasvati, dựa trên thuyết cho rằng nền văn minh này là nền văn minh đã được nhắc đến trong văn học kinh Vệ-đà của Hindu giáo.

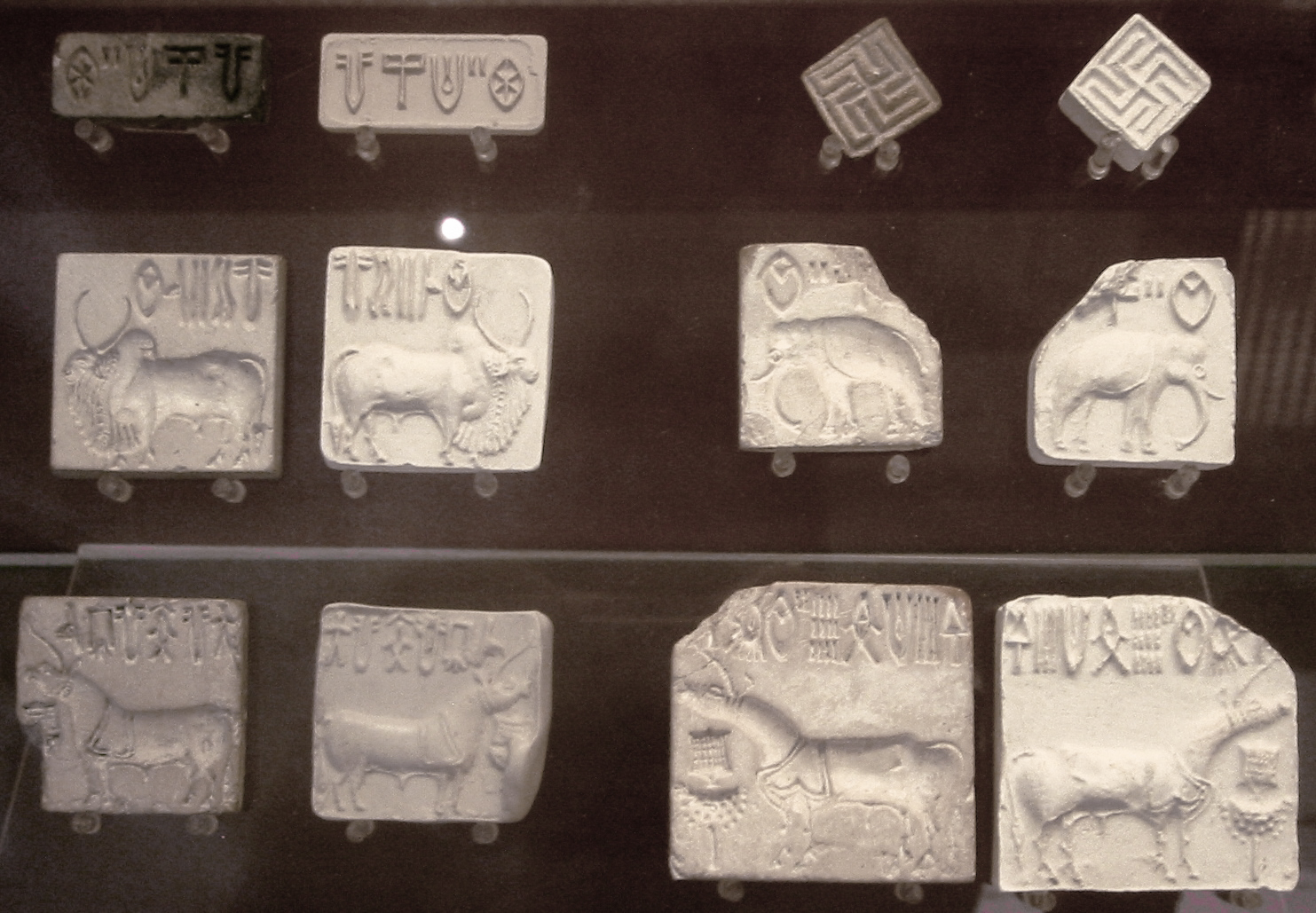
Con dấu của nền văn minh sông Ấn

## Tổng quan

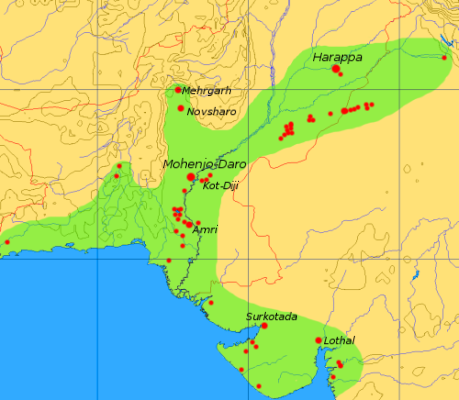
Bản đồ các di chỉ của nền văn minh sông Ấn

Chỉ đến năm 1922, khi các nhà khảo cổ học người Anh trên đường đi tìm dấu vết của Alexander Đại đế khám phá những phần còn lại của một nền văn hóa chưa được biết đến trong lãnh thổ của Pakistan ngày nay, nền văn hóa cổ phát triển cao này mới được biết đến. Nền văn minh này trải dài gần khắp lãnh thổ Pakistan ngày nay cũng như nhiều phần của Ấn Độ và Afganistan trên một diện tích là 1.250.000 km² và như thế so về diện tích lớn hơn Ai Cập cổ đại và nền văn minh Lưỡng Hà (Mesopotamia) cộng lại. Bên cạnh hai nền văn hóa này, nền văn minh sông Ấn là một trong ba nền văn minh lâu đời nhất của thế giới. Ngay từ thời đấy người ta đã biết đến quy hoạch đô thị, chữ viết và kiến trúc.
Cho đến nay có hơn 1.050 di chỉ đã được xác định, phần lớn dọc theo sông Ấn. Trên 140 thành phố và làng mạc đã được tìm thấy. Hai trung tâm đô thị lớn nhất là Harappa và Mohenjo-Daro, bên cạnh đó còn có nhiều thành phố lớn như Dholavira, Ganweriwala, Lothal và Rakhigarhi. Trong thời kỳ nở rộ, nền văn hóa sông Ấn được phỏng đoán có trên 5 triệu dân cư. Nguồn tài liệu về văn hóa Harappa, trái ngược với 2 nền văn hóa tại Ai Cập và Lưỡng Hà, rất đáng tiếc là còn rất mỏng. Chỉ khoảng 10% làng mạc của họ là đã được khai quật, chữ viết chưa được giải mã và việc nền văn hóa này biến mất đột ngột từ khoảng 1.900 TCN cũng chưa được giải thích hoàn toàn.

## Khám phá và khảo sát văn hóa sông Ấn
Mặc dầu thành phố Harappa đổ nát đã được biết đến từ lâu và được Charles Masson miêu tả lần đầu tiên vào năm 1844 trong quyển Narrative of Various Journeys in Balochistan, Afghanistan and The Panja của ông như là "một pháo đài xây bằng gạch nung từ đất sét đã bị phá hủy", tầm quan trọng của nó chỉ được nhận biết rất lâu sau đó. Năm 1857 trong lúc xây dựng đường tàu hỏa Đông Ấn từ Karatschi đến Lahore người Anh đã sử dụng gạch tìm thấy trên một cánh đồng đổ nát gần Harappa để củng cố con đường tàu hỏa này. Vì thế mà tình trạng các di chỉ còn lại ở Harappa xấu hơn rất nhiều so với ở Mohenjo-Daro. Mohenjo-Daro cũng được biết đến từ lâu nhưng ở đấy người ta chỉ quan tâm đến những phần còn lại của một tu viện Phật giáo từ thế kỷ thứ 2 sau Công Nguyên được xây dựng trên những đống đổ nát cũ. Trong năm 1912 J. Fleet tìm thấy trong vùng đất thuộc địa Anh ngày xưa nhiều con dấu với chữ viết chưa được biết đến, thu hút sự quan tâm của giới khoa học tại châu Âu. Tiếp theo đó, trong những năm 1921-1922 nhiều khai quật đã được thực hiện dưới sự lãnh đạo của Sir John Marshall tại Harappa, Mohenjo-Daro và nhiều nơi khác. Nét giống nhau của hai thành phố được khai quật đã nhanh chóng cho thấy một nền văn hóa phát triển cao chưa được biết đến vừa được khám ra. Cho đến 1931 tại Mohenjo-Daro hơn 10 ha của thành phố đã được khai quật, sau đấy chỉ còn những khai quật nhỏ, trong đó là cuộc khai quật năm 1950 của Sir Mortimer Wheeler. Sau khi thuộc địa Anh được chia cắt năm 1947, khu vực dân cư của văn hóa Harappa được chia thành một phần thuộc Pakistan và một phần thuộc Ấn Độ. Sau đó, tại Pakistan, người Mỹ, người Pháp, người Anh và người Đức đã cùng với những nhà khảo cổ học người Pakistan tiếp tục công việc nghiên cứu trong khi tại Ấn Độ là ngành khảo cổ học Ấn. Đã và đang có nhiều ảnh hưởng lớn đến công cuộc nghiên cứu nền văn hóa song Ấn, bên cạnh những nhà khảo cổ học khác, là người Anh Aurel Stein, người Ấn Nani Gopal Majumdar và người Đức Michael Jansen.

## Phát triển

Thành phố Harappa cổ

Các dấu tích lâu đời nhất về hoạt động của con người trên lãnh thổ ngày nay của Pakistan bắt nguồn từ thời kỳ Đồ đá cũ có độ tuổi vào khoảng 500.000 năm. Vào khoảng 8.000 năm TCN việc chuyển đổi từ săn bắn và hái lượm sang trồng trọt và chăn nuôi đã hoàn tất tại đây, kèm theo đó là việc định cư. Nền văn minh sông Ấn phát triển từ nền văn hóa nông nghiệp lâu đời này, một nền văn hóa nông nghiệp cũng xuất hiện trên các đồi của vùng Belutschistan trong Pakistan ngày nay. Thành phố được khảo sát tốt nhất của thời gian này là Merhgarh, hình thành khoảng 6.500 TCN. Những người nông dân tại đấy trồng lúa mì và thuần hóa bò và cũng đã sử dụng đồ gốm từ 5.500 năm TCN. Thêm vào đó, từ khoảng 4.000 năm TCN, đậu, vừng, chà là và bông vải đã được trồng và trâu nước, cho đến nay vẫn là động vật thiết yếu cho nông nghiệp Nam Á, được thuần phục. Vào khoảng 2.600 TCN các làng mạc nhỏ đột ngột biến đổi thành đô thị với hằng ngàn dân cư không còn chủ yếu là làm việc trong nông nghiệp nữa. Một nền văn hóa hình thành, tạo nên nhiều thành phố được xây dựng giống nhau trong phạm vi 1.000 km. Dường như việc xuất hiện những thành phố này là kết quả của một nỗ lực có chủ định và có kế hoạch. Một vài thành phố được xây dựng lại hoàn toàn hay được xây dựng mới từ đầu có thể nhìn thấy thí dụ như tại Mohenjo Daro, nơi không tìm thấy dấu vết nào của một làng mạc trước đó. Việc xây dựng nhiều thành phố trong thung lũng sông Ấn giống nhau đến mức có thể nói là nền văn minh Harappa là nền văn minh đầu tiên đã phát triển quy hoạch đô thị. Những học giả trước đây chỉ có thể giải thích sự xuất hiện đột ngột này bằng yếu tố từ bên ngoài như bị xâm chiếm hay di dân. Thế nhưng nhận biết mới đây đã chứng minh rằng nền văn minh Harappa trong vùng này thật sự hình thành từ nền văn hóa nông nghiệp trước đó.

## Dân cư và đô thị
Cho đến nay, thành phố lớn nhất được tìm thấy trong thung lũng sông Ấn là Mohenjo Daro, đồi của người chết, nằm trong tỉnh Sindh của Pakistan ngày nay, ngay cạnh sông Ấn. Cùng với những di chỉ khảo cổ quan trọng khác như Kot Diji, Lothal và Harappa, đặc điểm của Mohenjo Daro là chất lượng cao đồng nhất trong xây dựng thành phố, đặc biệt là trong hệ thống cung cấp nước và hệ thống nước thải. Các thành phố được xây dựng tương tự như một bàn cờ, giống thành phố New York ngày nay, chứng minh cho những hiểu biết tiến bộ trong khoa vệ sinh và quy hoạch đô thị cũng như cho một chính phủ làm việc có hiệu quả.

### Đặc trưng xây dựng lấy thí dụ tại Mohenjo Daro

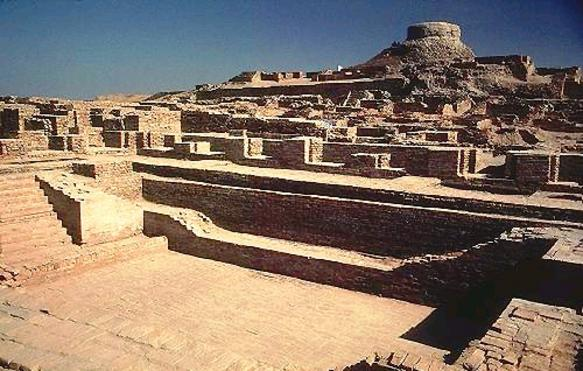
Mohenjo-daro, Pakistan.

Mohenjo-Daro là thành phố được khảo sát tốt nhất của văn hóa sông Ấn. Trong các thập niên 1920 và 1930, cơ quan khảo cổ Anh đã tổ chức khai quật rộng khắp tại đây và đào lộ thiên nhiều phần lớn của thành phố đã hoàn toàn bị chôn vùi trong bùn lầy của sông Ấn 4.500 năm trước đó. Thành phố được xây dựng trên một nền nhân tạo làm bằng gạch đất sét và bằng đất, hẳn là để bảo vệ chống lụt. Cạnh một vùng nằm cao hơn, rộng 200 m và dài 400 m, được xem là thành lũy, là một vùng được coi như là khu dân cư, nơi có nhiều nhà dân. Giữa 2 khu vực này là một khoảng trống rộng 200 m. Các con đường chính có nhiều ngang 10 m chạy xuyên qua thành phố theo hướng Bắc-Nam và đường nhỏ thẳng góc với đường lớn theo hướng Đông-Tây, từ đó hình thành các khu nhà cho người dân thành phố. Trong khu thành lũy mà mục đích vẫn chưa rõ có một bể nước được làm bằng một loại gạch đặc biệt nung từ đất sét, được khám phá trong năm 1925, có độ lớn vào khoảng 7 m x 12 m và có thể đi lên qua 2 cầu thang. Bể nước được bao bọc bởi một lối đi, có một giếng nước cung cấp riêng trong một phòng cạnh đó. Người ta vẫn chưa rõ đây là một bể nước để tắm rửa trong nghi lễ hay là một bể bơi công cộng. Cũng trên nền này là một căn nhà lớn làm từ gạch nung được xem như là kho trữ ngũ cốc mặc dầu chức năng này chưa được chứng minh.

### Nhà cửa
Nhà dân trong các khu phố tại khu vực phía dưới được xây dựng rất hợp lý và được kết cấu từ gạch đất sét nung. Khoảng 50% nhà có diện tích từ 50 m² đến 100 m², cũng khoảng từng ấy nhà có diện tích giữa 100 m² và 150 m² và một số ít có diện tích lớn từ 210 m² đến 270 m². Thông thường chúng bao gồm một sân trước nối liền ra đường bằng một phòng ở phía trước, từ đấy có thể đi đến các căn phòng chính, được sắp xếp chung quanh sân. Sân này chính là nơi sinh hoạt hằng ngày. Trên các căn phòng thường có sân thượng, có cầu thang đi lên. Một căn nhà thông thường có nhà vệ sinh riêng, nằm nhìn ra đường phố và được kết nối với hệ thống thoát nước công cộng. Nhà có giếng riêng cung cấp nước. Mức độ cung cấp và thải nước rất cao, vài vùng của Pakistan và Ấn Độ ngày nay vẫn chưa đạt lại được mức độ này.

## Khoa học
Các thành phố được kế hoạch hóa hoàn hảo và xây dựng có tính kỹ thuật là bằng chứng cho một mức độ phát triển cao của khoa học thời bấy giờ. Con người của nền văn hóa sông Ấn đạt đến một mức độ chính xác đáng kinh ngạc trong đo lường về chiều dài, khối lượng và thời gian. Người dân nền văn hóa sông Ấn có lẽ là những người đầu tiên phát triển và sử dụng các trọng lượng và kích thước thống nhất. Đo lường của họ hết sức chính xác. Đơn vị chiều dài nhỏ nhất được tìm thấy trên một thước đo làm bằng ngà voi tại Lothal tương ứng với khoảng 1,704 mm, là đơn vị nhỏ nhất trên một thước đo thuộc thời kỳ Đồ đồng đã từng được tìm thấy. Trọng lượng dựa trên đơn vị 0,05; 0,1; 1; 2; 5; 10; 20; 50; 100; 200 và 500, trong đó mỗi đơn vị nặng vào khoảng 28 gram. Hệ thống thập phân cũng đã được biết đến và sử dụng.
Được dùng làm vật liệu xây dựng lần đầu tiên trong lịch sử của loài người là gạch được nung với tỷ lệ kích thước toàn hảo 1:2:4 vẫn còn thông dụng cho đến ngày nay. Trong luyện kim, nhiều kỹ thuật mới cũng được phát triển, thợ thủ công của nền văn hóa Harappa đã sử dụng những kỹ thuật này trong lúc gia công đồng, đồng thau (bronze), chì và thiếc.
Các khai quật được tìm thấy trong năm 2001 từ Merhgarh cho thấy ngay cả cơ bản về y học và nha khoa cũng được biết đến.

## Nghệ thuật

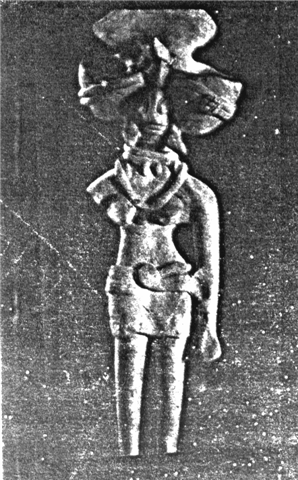
Tương một nữ thần

So với các nền văn hóa tại Ai Cập và Lưỡng Hà, có rất ít tượng đá được tìm thấy tại lưu vực sông Ấn. Ngoài những vật khác, đầu cũng như tượng cừu đực ngự trên đế được tìm thấy, chứng tỏ mang ý nghĩa về tế lễ.
Ngược lại, người dân của nền văn hóa sông Ấn sản xuất nhiều loại nữ trang khác nhau. Vật liệu ban đầu bao gồm không những đá quý như carnelian, mã não, ngọc thạch anh và lapis lazuli cũng như là vàng (ít hơn) và các loại đá khác. Vòng đeo tay, dây chuyền và đồ trang sức đeo trên đầu được sản xuất với kỷ năng thủ công cao độ, bao gồm mài, đánh bóng và những kỹ năng khác.
Bên cạnh đó nhiều tượng nhỏ làm từ đất sét được tìm thấy, thường là hình tượng phụ nữ mảnh khảnh, có lẽ là biểu tượng cho khả năng sinh sản và tượng thú vật được chế tạo rất chi tiết.
Vũ thuật, hội họa và âm nhạc cũng được coi trọng, như nhiều hình tượng bằng đồng thau (bronze) và đất sét biểu diễn các hoạt cảnh tương ứng chứng minh. Trên một con ấn, các nhà khảo cổ học đã tìm thấy miêu tả của một dụng cụ giống như đàn thụ cầm (tiếng Anh: harp) và trên 2 vật được tìm thấy từ Lothal đã có thể xác định được là các miêu tả nhạc cụ giây.

## Kinh tế

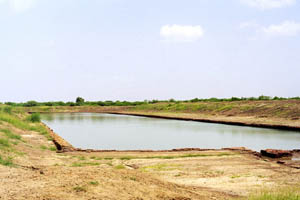
Phần còn lại của bến cảng tại Lothal

Khác với những phỏng đoán trong những năm 50 của thế kỷ 20 và khác với văn hóa tại Lưỡng Hà, tại lưu vực sông Ấn không có kinh tế đền thờ thống trị. Hơn thế nữa nền kinh tế lúc bấy giờ đa dạng và đặc biệt là dựa trên cơ sở một nền thương mại được ưu đãi bởi nhiều tiến bộ trong kỹ thuật vận tải. Các tiến bộ này không những bao gồm xe do bò kéo rất giống những loại xe này ngày nay tại Nam Á mà còn cả các loại tàu lớn nhỏ. Phần lớn những con tàu này được phỏng đoán là tàu buồm có đáy bằng như vẫn còn nhìn thấy trên sông Ấn ngày nay. Các nhà khảo cổ học đã khám phá ra phần còn lại của một con kênh đào lớn và bến cảng gần Lothal tại bờ biển Ả Rập. Đường thủy chính là trụ cột của hạ tầng cơ sở vận tải thời đấy.
Đánh giá theo phân bố của đồ tạo tác (tiếng Anh: artefact) nền văn minh sông Ấn, mạng lưới thương mại bao phủ một diện tích rộng lớn, bao gồm nhiều phần đất của Afghanistan, vùng bờ biển của Iran ngày nay, Bắc và Trung Ấn Độ và vùng Lưỡng Hà. Đặc biệt là đã có trao đổi hàng hóa thường xuyên với người Sumer, không những bằng đường bộ (qua Iran ngày nay) mà còn bằng đường biển (qua Dilmun, ngày nay là Bahrain), đã được chứng minh bằng nhiều di chỉ và tài liệu tại Sumer. Thí dụ như trong ngôi mộ của nữ hoàng Puabi sống khoảng 2.500 năm trước Công Nguyên tại khu vực Lưỡng Hà đã có trang sức làm bằng carnelian từ lưu vực sông Ấn. Thêm vào đó, chữ khắc người Sumer, được phỏng đoán là nói về nền văn hóa sông Ấn, sử dụng tên Meluha, là manh mối duy nhất cho việc người tại lưu vực sông Ấn đã có thể tự gọi mình như thế nào. Dường như Mohenjo Daro là trung tâm của thương mại, nơi đã có thể nhận dạng một cấu trúc hành chánh và thương mại.
Việc phân chia lao động đã được tiến hành triệt để vào thời đấy. Khai quật dọc theo Ghaggra, một con sông ngày nay đã khô cạn nằm về phía Đông của sông Ấn, cho thấy mỗi một nơi định cư đã chuyên môn về một hay nhiều kỹ thuật sản xuất. Thí dụ như kim loại được chế biến trong một vài thành phố trong khi nhiều thành phố khác sản xuất bông vải.

## Nông nghiệp
Cho đến nay kỹ thuật của những nhà nông thời đấy phần nhiều vẫn là chưa được biết đến vì chỉ có rất ít thông tin được lưu truyền lại. Điều thực tế là nền nông nghiệp của văn minh Harappa phải có sản lượng rất cao để nuôi sống hằng ngàn người dân trong thành phố không trực tiếp làm việc trong nông nghiệp. Cũng rõ ràng là thời đấy không trồng lúa, loại cây trồng vẫn còn chưa được biết đến, mà phần nhiều là lúa mì. Thuộc vào trong những thành tựu công nghệ đáng kể đã đạt được trước nền văn hóa sông Ấn tại khu vực này là cái cày do trâu kéo. Cũng không còn được hoài nghi là việc những người nông dân thời đấy đã sử dụng phù sa màu mỡ của sông Ấn, tương tự như những nông dân tại Ai Cập cho đến khi xây đập Nasser, thế nhưng phương pháp đơn giản này không đủ để nuôi sống thành phố lớn.
Dấu tích về đập nước hay kênh tưới không được tìm thấy cho đến nay; nếu như chúng đã tồn tại trong thời gian đó thì có lẽ là đã bị phá hủy trong lũ lụt thường hay xảy ra tại vùng này. Từ một thành phố vừa được khám phá tại Ấn Độ người ta biết rằng thời đấy nước mưa đã được thu thập lại trong các bể nước lớn được đục từ các tảng đá, cung cấp nước cho thành phố trong mùa khô.
Lúa mì, lúa mạch, đậu lăng, đậu tròn và cây lanh được trồng trong nền văn hóa Harappa. Gujarat thuộc vào khu vực chịu ảnh hưởng của nền văn hóa Harappa nhưng vì không có sông lớn nên chỉ trồng trọt theo mùa mưa và vì thế có nhiều điểm khác nhau lớn trong kinh tế. Tại các di chỉ có niên đại muộn hơn của văn hóa Harappa như tại Rojdi và Kutasi, cây kê Ấn Độ (Panicum miliaceum) chiếm đa số. Lúa mì và lúa mạch chỉ có rất ít. Vì tìm được nhiều xương còn lại nên người ta cho rằng gà đã được nuôi như gia cầm từ thời gian cuối của nền văn hóa Harappa.

## Tiếng nói và chữ viết
Đọc bài chính về chữ viết sông Ấn.

Ký tượng trên một mảnh đồ gốm tại Harappa, khoảng 5.500 năm

Mặc dù đã có nhiều cố gắng nhưng chữ viết sông Ấn, hoàn toàn không có quan hệ với các chữ viết đã biết, cho đến nay vẫn chưa được dịch mã một cách chắc chắn. Các dòng chữ khắc đặc trưng thường không dài quá 4 hay 5 ký hiệu. Dòng chữ khắc dài nhất được tìm thấy bao gồm 26 ký hiệu.
Một vài học giả nghi ngờ rằng chữ viết sông Ấn không phải là một hệ thống chữ viết mà là một phương tiện hỗ trợ cho thương mại thời bấy giờ.
Tiếng nói của nền văn hóa sông Ấn cũng không được biết đến; một phỏng đoán cho rằng tiếng nói này là tiền thân của các thứ tiếng dravidian trong miền Nam Ấn Độ ngày nay. Thế nhưng từ đấy không thể tự động suy đoán là những người tạo nên nền văn hóa sông Ấn giống như những người nói tiếnng dravidian ngày nay vì tiếng nói, trái với một lượng dân cư lớn, có thể dịch chuyển rất nhanh.

## Suy tàn
Người dân của nền văn minh sông Ấn đã sống hơn 700 năm trong giàu có và thịnh vượng, những người thợ thủ công của nền văn minh này đã hoàn thành nhiều sản phẩm có tính mỹ thuật và chất lượng cao. Nhưng cũng bất thình lình như khi xuất hiện, nền văn hóa này lại biến mất mà nguyên nhân cho đến nay vẫn chưa rõ.
Dường như từ khoảng năm 2000 trước Công Nguyên xuất hiện nhiều vấn đề lớn. Người dân rời bỏ thành phố, những người còn lại bị thiếu ăn. Vào khoảng năm 1800 trước Công Nguyên phần lớn các thành phố đều đã bị bỏ hoang. Trong những thế kỷ sau đó, những tưởng nhớ và thành tựu của nền văn hóa sông Ấn – trái ngược với các nền văn hóa tại Ai Cập và Lưỡng Hà – đã biến mất hoàn toàn. Nền văn hóa Harappa không để lại những công trình xây dựng to lớn như các kim tự tháp ở Ai Cập hoặc các đền thờ ziggurat ở Lưỡng Hà để chứng minh cho sự tồn tại của họ, họ cũng không có chữ viết nên không để lại ghi chép lịch sử cho đời sau. Người ta chỉ có thể phỏng đoán rằng việc này là do trong lưu vực sông Ấn có rất ít các loại đá thích hợp, mặc dù tại Lưỡng Hà tình trạng cũng tương tự. Cũng có thể là con người của nền văn hóa sông Ấn không ưa thích những dự án xây dựng công trình to lớn.
Mặc dầu vậy văn hóa sông Ấn không hoàn toàn biến mất. Sau khi nền văn hóa này sụp đổ, nhiều nền văn hóa địa phương đã xuất hiện, ít nhiều đều chịu ảnh hưởng của nền văn hóa sông Ấn. Một số người dân nền văn hóa sông Ấn dường như di dân về phía Đông, đến đồng bằng sông Hằng. Truyền thống đồ gốm cũng còn tồn tại một thời gian. Không phải là những người sống dọc sông Ấn đã biến mất, mà là nền văn minh của họ: các thành phố, chữ viết và mạng lưới thương mại. 
Giả thuyết phổ biến đặc biệt trong giữa thế kỷ 20 cho rằng sự sụp đổ của nền văn hóa sông Ấn có liên quan đến việc người du mục Arian (tiếng Anh: Aryan) xuất hiện tại thung lũng sông Ấn, nhưng nó không còn có nhiều người ủng hộ trong thời gian hiện nay. Lý do về khí hậu dường như có khả năng hơn: đồng bằng sông Ấn có nhiều rừng và thú trong khoảng năm 2600 trước Công Nguyên, ẩm ướt và xanh hơn ngày nay. Vì thế mà người dân nền văn hóa sông Ấn đã có thể bổ sung nguồn lương thực trong thời gian hạn hán hay lũ lụt bằng cách săn bắn. Người ta biết rằng vào khoảng 1.800 năm trước Công Nguyên, khí hậu trong lưu vực sông Ấn đã thay đổi, trở nên lạnh và khô hơn. Thế nhưng đơn độc mỗi yếu tố này thì có lẽ không phải là quyết định cho sự suy tàn của nền văn minh Harappa. Việc phần lớn hệ thống sông Ghaggra-Hakra đã khô cạn có thể chính là yếu tố quyết định, vì những nguyên nhân về kiến tạo mảng, nguồn nước của hệ thống sông này đã bị chuyển hướng về đồng bằng sông Hằng. Vì hệ thống sông Ghaggra-Hakra khô cạn nên một phần lớn đất nông nghiệp phì nhiêu đã bị mất đi, điều mà có lẽ nền văn hóa sông Ấn đã không vượt qua được.
Các thuyết khác cho rằng sự suy tàn của nền văn minh sông Ấn có liên quan đến việc vương quốc người Sumer chấm dứt và các quan hệ buôn bán với vương quốc này đã không còn nữa, hoặc xung đột quân sự và dịch bệnh đã chấm dứt nền văn hóa này. Nguyên nhân quyết định cho sự suy vong vẫn chưa được giải thích rõ ràng.

### Tổng quát
- Allchin, Bridget und Raymond: The rise of civilization in India and Pakistan, Nachdruck Cambridge u. a. 1988.
- Fuller, Dorian: An agricultural perspective on Dravidian historical linguistics: archaeological crop packages, livestock and Dravidian crop vocabulary. In: Peter Bellwood/Colin Renfrew, Examining the farming/language dispersal hypothesis (Cambridge 2002) 191-213.
- Jansen, Michael: Die Indus-Zivilisation. Wiederentdeckung einer frühen Hochkultur (Nền văn minh sông Ấn Độ. Tái khám phá một nền văn hóa lâu đời), DuMont, Köln 1986. ISBN 3-7701-1435-3
- Possehl, Gregory L.: Ancient cities of the Indus, Delhi 1979.

### Văn hóa
- Ardeleanu-Jansen, Alexandra: Die Terrakotten in Mohenjo-Daro. Eine Untersuchung zur keramischen Kleinplastik in Mohenjo-Daro, Pakistan (ca. 2300-1900 v. Chr.) (Đồ đất nung tại Mohenjo-Daro. Nghiên cứu về tượng sành nhỏ tại Mohenjo-Daro, Pakistan), Aachen 1993.

### Tiếng nói và chữ viết
- Parpola, Asko: Deciphering the Indus Script, Cambridge 1994.
- Các bài khác của Asko Parpola, Gregory Possehl und Iravatham Mahadevan.

### Tiếng Anh
- www.harappa.com
- Nền văn minh Harappa
- Đồ tạo tác văn hóa sông Ấn